# Portada/efemèride setembre 10
Émilie du Châtelet
« 9 de setembre · 10 de setembre · 11 de setembre »